# Marek Migalski
Marek Henryk Migalski (* 14. Januar 1969 in Racibórz) ist ein polnischer Politologe, politischer Kommentator und Mitglied des Europäischen Parlaments.

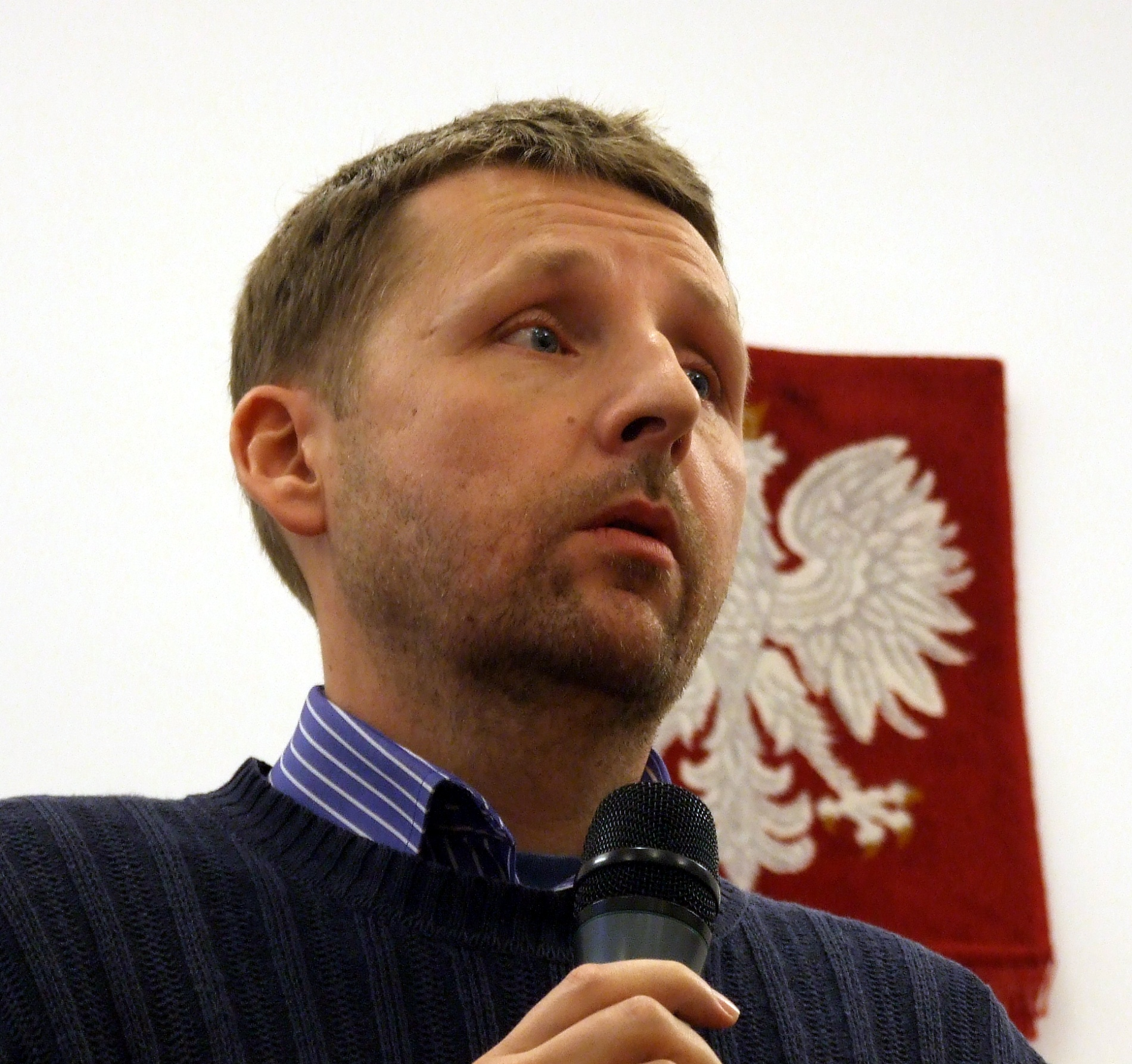
Marek Migalski

## Leben
Migalski hat 1999 das Politologie-Studium an der Schlesischen Universität in Katowice abgeschlossen. Das Doktorat („Konzeption einer ‚Brücke zwischen Ost und West‘ von Edvard Beneš – ein Versuch der Erhaltung der Unabhängigkeit der Tschechoslowakei 1945–1948“) erhielt er im Jahre 2001 an der Fakultät für Sozialwissenschaften der gleichen Universität.
Er ist im Institut für Politikwissenschaften und Journalistik der Schlesischen Universität beschäftigt.
Er absolvierte Auslandsaufenthalte an tschechischen Hochschulen in Brünn/Brno, Budweis/České Budějovice und Olmütz/Olomouc teil. Migalski veröffentlichte mehrere Bücher und wissenschaftliche Abhandlungen.
Als politischer Kommentator tritt er oft in Rundfunk und Fernsehen auf, wobei er die Linie der rechtskonservativen Partei Recht und Gerechtigkeit (PiS) vertrat. Bei der Europawahl in Polen 2009 wurde Migalski mit 112.881 Stimmen auf der Liste der PiS in das Europäische Parlament gewählt, ohne allerdings der Partei beizutreten. Wie die übrigen PiS-Abgeordneten schloss er sich im Parlament der Fraktion Europäische Konservative und Reformisten (ECR) an. Er ist Mitglied im Ausschuss für Kultur und Bildung.
Im August 2010 kritisierte Migalski allerdings den PiS-Vorsitzenden Jarosław Kaczyński in einem offenen Brief, in dem er ihn für die schlechten Umfragewerte der Partei verantwortlich machte. Er löste damit eine Spaltung der PiS aus, in der er vor allem von jüngeren und gemäßigteren Vertretern der Partei unterstützt wurde. Im Europäischen Parlament wurde Migalski aus der PiS-Delegation ausgeschlossen, blieb jedoch Mitglied der ECR-Fraktion. Zusammen mit drei anderen Europaabgeordneten sowie weiteren Mitgliedern der PiS war Migalski schließlich am 16. November 2010 an der Gründung der neuen Partei Polska jest Najważniejsza (PjN) beteiligt. Am 10. Juni 2011 wurde er zum stellvertretenden Vorsitzenden dieser Partei gewählt. Unter Mitwirkung von PjN gründete er die neue Partei Polska Razem mit dem Bürgerplattform-Überläufer Jarosław Gowin an der Spitze. Eine Woche später wurde er zum Vizevorsitzenden gewählt. Im März 2014 verzichtete er auf die Vorstandsmitgliedschaft, blieb jedoch Chef der schlesischen Parteistrukturen. Einige Monate später gelang ihm nicht die Wiederwahl ins Europäische Parlament aus der Liste von Polska Razem.
Am 29. Mai 2014 verzichtete er auf die Parteimitgliedschaft und zog sich von der politischen Tätigkeit zurück.
Er gehört zu den 89 Personen aus der Europäischen Union, gegen die Russland im Mai 2015 ein Einreiseverbot verhängt hat.